# Polymastia euplectella
Polymastia euplectella är en svampdjursart som beskrevs av Rezvoj 1927. Polymastia euplectella ingår i släktet Polymastia och familjen Polymastiidae. Inga underarter finns listade i Catalogue of Life.